# Stefan Danziger
Stefan Danziger (* 1983 in Dresden) ist ein deutscher Comedian.

## Leben
Stefan Danziger wurde in Dresden geboren. 1988 zog er mit seiner Familie in die Sowjetunion, wo er von seiner Einschulung bis 1994 eine russische Schule besuchte. 1995 kehrte er mit seinen Eltern nach Dresden zurück.
2006 zog er in den Berliner Stadtteil Wedding und arbeitete als Stadtführer für Touristen. 2011 begann er, seine Erlebnisse als Stadtführer auf englischsprachigen Comedybühnen zu erzählen. Auslandsauftritte führten ihn nach London, Amsterdam, Edinburgh (Fringe Festival), Krakau und Warschau.
Ab 2014 erzählte er seine Geschichten auf deutschen Kleinkunstbühnen. In Athen trug er im Jahr 2015 sein Programm in griechischer Sprache vor sowie in Berlin erstmals auf Russisch. 2015 hatte er seinen ersten Auftritt im Berliner Quatsch Comedy Club. Bei Nightwash TV präsentierte er eine regelmäßige Videokolumne. Weitere TV-Auftritte hatte er bei „Nuhr ab 18“, beim großen Kleinkunstfestival des rbb.

## Auftritte
Auf der Bühne tritt Danziger mit Schnurrbart, Schiebermütze und Holzfällerhemd auf und präsentiert die Skurrilitäten des Alltags seiner Wahlheimat Berlin, die er auch als Stadtführer erlebt. Zum Repertoire gehören auch humorvolle Einblicke in seine privaten Erlebnisse als Kind, Verlobter und junger Vater.

## Auszeichnungen
- 2011: Zweitplatzierter bei der FritzNacht der Talente in Berlin
- 2017: Zweitplatzierter beim Hamburger Comedy Pokal
- 2017: Sieger Jurypreis und Publikumspreis St. Ingberter Pfanne
- 2017/18: Zweiter Preis bei der Kabarettbundesliga
- 2018: Sieger Herborner Schlumpeweck
- 2018: Sieger Jurypreis und Publikumspreis beim großen Kleinkunstfestival in Berlin
- 2018: Sieger "Spezialist" Hannover
- 2020: Stuttgarter Besen, Goldener Besen
- 2021: Prix Pantheon "Beklatscht & Ausgebuht" (Publikumspreis)
- 2022: Sieger Passauer Scharfrichterbeil